# Jesper Christensen
Jesper Christensen (* 16. května 1948 Kodaň) je dánský herec. Jde o uznávaného divadelního a filmového herce, který ve své zemi získal celkem 4krát prestižní dánskou filmovou cenu Bodil.
S televizním a filmovým herectvím začínal již v polovině 70. let, kdy zpočátku vystupoval v televizních filmech a seriálech, později v i dánských filmech. Na mezinárodní úrovni se ale výrazněji prosadil až v polovině první dekády 21. století, kdy začal natáčet také v angličtině. Postavu nacistického válečného zločince, „chirurga z Birkenau“, ztvárnil v thrilleru Dluh (2011).
V roce 2006 obdržel vysoké dánské státní vyznamenání Řád Dannebrog, odmítl jej ale převzít s tím, že institut monarchie považuje za zbytečný přežitek.